# サンタンジェロ・ロディジャーノ
サンタンジェロ・ロディジャーノ（伊: Sant'Angelo Lodigiano）は、イタリア共和国ロンバルディア州ローディ県にある、人口約13,000人の基礎自治体（コムーネ）。

## 地理

### 位置・広がり

#### 隣接コムーネ
隣接するコムーネは以下の通り。括弧内のPVはパヴィーア県所属を示す。
- ボルゴ・サン・ジョヴァンニ
- カスティラーガ・ヴィダルド
- グラッフィニャーナ
- インヴェルノ・エ・モンテレオーネ (PV)
- マルード
- ミラドーロ・テルメ (PV)
- ピエーヴェ・フィッシラーガ
- ヴィッラノーヴァ・デル・シッラロ
- ヴィッランテーリオ (PV)

### 気候分類・地震分類
気候分類では、zona E, 2623 GGに分類される。
また、イタリアの地震リスク階級 (it) では、zona 3 (sismicità bassa) に分類される。

## 行政

### 分離集落
サンタンジェロ・ロディジャーノには、以下の分離集落（フラツィオーネ）がある。
- Cascina Belfiorito e Belfuggito, Domodossola, Galeotta, Maiano, Pedrinetta, Ranera